# Бенсон (Северная Каролина)
Бенсон (англ. Benson) — город, расположенный в штате Северная Каролина, США с населением в 3374 человек по статистическим данным переписи 2006 года. Располагается на пересечении автомагистралей I-40 и I-95.

## География
По данным Бюро переписи населения США город Бенсон имеет общую площадь в 5,5 квадратных километров, водные ресурсы в черте города занимают 0,47 % его площади.

## Демография
По данным переписи населения 2000 года в Бенсоне проживало 2923 человека, 757 семей, насчитывалось 1230 домашних хозяйств. Средняя плотность населения составляла около 532,3 человека на один квадратный километр. Расовый состав Бенсона по данным переписи распределился следующим образом: 57,61 % белых, 34,04 % — чёрных или афроамериканцев, 0,48 % — коренных американцев, 1,57 % — представителей смешанных рас. Испаноговорящие составили 7,29 % от всех жителей города.
Из 1230 домашних хозяйств в 29,7 % — воспитывали детей в возрасте до 18 лет, 37,0 % представляли собой совместно проживающие супружеские пары, в 20,6 % семей женщины проживали без мужей, 38,4 % не имели семей. 34,2 % от общего числа семей на момент переписи жили самостоятельно, при этом 17,1 % составили одинокие пожилые люди в возрасте 65 лет и старше. Средний размер домашнего хозяйства составил 2,38 человека, а средний размер семьи — 3,05 человека.
Население города по возрастному диапазону по данным переписи 2000 года распределилось следующим образом: 27,5 % — жители младше 18 лет, 9,5 % — между 18 и 24 годами, 27,6 % — от 25 до 44 лет, 20,1 % — от 45 до 64 лет и 15,2 % — в возрасте 65 лет и старше. Средний возраст жителей составил 34 лет. На каждые 100 женщин в Бенсоне приходилось 83,0 мужчины, при этом на каждые сто женщин 18 лет и старше приходилось 74,0 мужчины также старше 18 лет.
Средний доход на одно домашнее хозяйство в городе составил 26 582 долларов США, а средний доход на одну семью — 32 277 долларов. При этом мужчины имели средний доход в 29 375 долларов США в год против 20 045 долларов среднегодового дохода у женщин. Доход на душу населения в городе составил 14 350 долларов в год. 20,2 % от всего числа семей в населённом пункте и 25,0 % от всей численности населения находилось на момент переписи населения за чертой бедности, при этом 39,7 % из них были моложе 18 лет и 23,2 % — в возрасте 65 лет и старше.